# 오바라 유리아
오바라 유리아(일본어: 小原 由梨愛, 1990년 9월 4일 ~ )는 일본의 여자 축구 선수이다.

## 국가대표팀 경력
2010년 FIFA U-20 여자 월드컵에 출전했다.
그녀는 2014년 AFC 여자 아시안컵에 참가할 일본 국가대표팀에 발탁되었으며, 5월 18일 요르단와의 경기에서 데뷔했다. 2014년 아시안컵 우승.

## 통계
| 일본 | 일본 | 일본 |
| 연도 | 출전 | 득점 |
| ---- | ---- | ---- |
| 2014 | 1    | 0    |
| 통산 | 1    | 0    |